# Barry Hayles
Barrington Edward "Barry" Hayles (Lambeth, 17 de maio de 1972) é um ex-futebolista jamaicano que atuava como atacante. Nascido na Inglaterra, representou a Jamaica em nível internacional.

## Carreira em clubes
Hayles iniciou a carreira em 1989, no Willesden Hawkeye, onde jogou até 1994. Em fevereiro do mesmo ano, foi para o Stevenage Borough e impressionou em suas 2 primeiras temporadas com a camisa da equipe, que disputava na época a primeira divisão da Isthmian League. Fez parte do elenco que venceu a Football Conference de 1995–96, e seguiu no Stevenage até 1997, quando assinou com o Bristol Rovers. Jogou apenas uma temporada pelos Piratas, mas o desempenho chamou a atenção do Fulham, então na Second Division (terceira divisão inglesa), que pagou 2 milhões de libras para contar com Hayles.
Ajudando os Cottagers a conquistarem 2 acessos (da terceira para a segunda divisão em 1998–99 e desta última para a Premier League em 2000–01), o atacante ainda disputou uma edição da Taça Intertoto da UEFA, em 2002. Somando todas as competições, Hayles atuou em 215 jogos e marcou 57 gols com a camisa do Fulham (tendo marcado gols sobre Chelsea, Tottenham e Everton), onde permaneceria até 2004. Passou também por Sheffield United, Millwall, Plymouth Argyle (onde recebeu o apelido de "The Ox in the Box") Leicester City e Cheltenham Town (onde teve 2 períodos por empréstimo antes de ser contratado em definitivo) antes de jogar pelas divisões abaixo das 4 principais no sistema de ligas da Inglaterra, com maior destaque para as 3 passagens pelo Truro City (entre 2010 e 2012, 2012 a 2013 e ebtre 2014 e 2015).

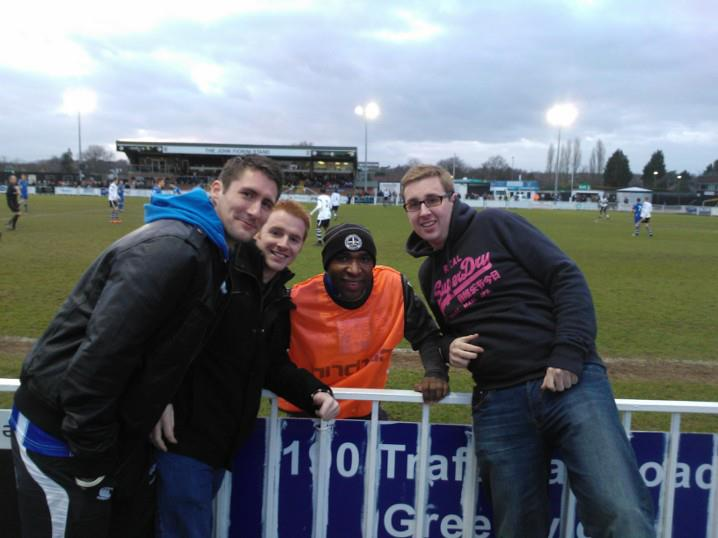
Hayles posa com torcedores do Truro City em 2013.

Além dos Tinners, o atacante defendeu também St Albans City, Arlesey Town, Chesham United, Windsor e Merstham. Ele ainda voltaria ao Windsor em julho de 2022, fazendo sua reestreia contra o Harefield United, pela primeira divisão Norte da Combined Counties League. Aos 50 anos de idade, Hayles atuou por 81 minutos na derrota por 3 a 2, encerrando sua carreira em 2023, ao final de seu contrato com os Jacks.
Somando todas as partidas oficiais por clubes e seleções, Hayles é o sexto jogador com mais partidas disputadas na história, com 1.180 jogos.

## Carreira internacional
Nascido em Lambeth, um distrito da Zona Sul de Londres, o atacante disputou 2 partidas pela seleção C da Inglaterra, em 1995 e 1997, tendo marcado 2 gols.
Ele ainda chegou a defender a seleção das Ilhas Cayman para 2 jogos contra Cuba, pelas eliminatórias da Copa de 2002, além de um amistoso não-oficial contra o D.C. United. Hayles não chegou a disputar uma partida oficial pelos caimaneses, uma vez que a FIFA decidiu que ele não atendia os critérios de elegibilidade.
Em 2001, estreou pela Seleção Jamaicana na vitória por 1 a 0 sobre Trinidad e Tobago. Embora tivesse feito seu último jogo pelos Reggae Boys em setembro de 2003, num amistoso contra a Austrália, Hayles não chegou a anunciar sua aposentadoria do futebol internacional, tendo ainda jogado 8 partidas pela Seleção da Cornualha (que não é filiada à FIFA) em 2014, marcando 7 gols.

## Honours
Stevenage Borough
- Primeira Divisão da Isthmian League: 1993–94
- Football Conference: 1995–96

Fulham
- Football League Second Division: 1998–99
- Football League First Division: 2000–01
- Taça Intertoto da UEFA: 2002

Leicester City
- League One: 2008–09

Truro City
- Southern League Premier Division: 2010–11